# Charlie Davis (cestista)
Charles Lawrence Davis, detto Charlie (New York, 7 settembre 1949), è un ex cestista statunitense, professionista nella NBA.

## Carriera
Venne selezionato dai Cleveland Cavaliers all'ottavo giro del Draft NBA 1971 (120ª scelta assoluta).